# Натрапливо поведение
Натрапливото поведение, наричано още компулсивно поведение (на английски: compulsive behaviour) е поведение, при което човек се държи натрапливо, но не защото иска да се държи така, а защото чувства, че е принуден.
Медицинската патология идентифицира знаци на натрапливо поведение в различни разстройства като:
1. Обсесивно-компулсивно разстройство – обсесивни, изтощаващи, натрапливи мисли и свързаните с тях натрапливи действия, които се опитват да неутрализират обсесивността.
2. Пристрастяване – състояние, в което човек употребява постоянно дрога въпреки потенциалната вреда за него или неговото желание да спре.